# ورمن
ورمن (به آلمانی: Wremen) یک منطقهٔ مسکونی در آلمان است که در Wurster Nordseeküste واقع شده‌است. ورمن ۱٬۹۴۴ نفر جمعیت دارد.